# Clusiella amplexicaulis
Clusiella amplexicaulis är en tvåhjärtbladig växtart som beskrevs av José Cuatrecasas. Clusiella amplexicaulis ingår i släktet Clusiella och familjen Calophyllaceae. Inga underarter finns listade i Catalogue of Life.